# 中国驻德国大使馆
中华人民共和国驻德意志联邦共和国大使馆（德語：Botschaft der Volksrepublik China in der Bundesrepublik Deutschland），简称中国驻德国大使馆，是中华人民共和国设于德国的最高级别外交代表机构。中国最早於1877年起向柏林派驻外交代表。如今的大使馆位于马克岸街54号（Märkisches Ufer 54），毗邻柏林米特区路易森施塔特的扬诺维茨桥。这座始建于1988年的原自由德国工会联合会总部大楼是在1999年至2001年间被改造为大使馆。现任驻德大使为自2024年9月起就职的邓洪波。

## 历史

### 大清帝国公使馆（1877－1911年）

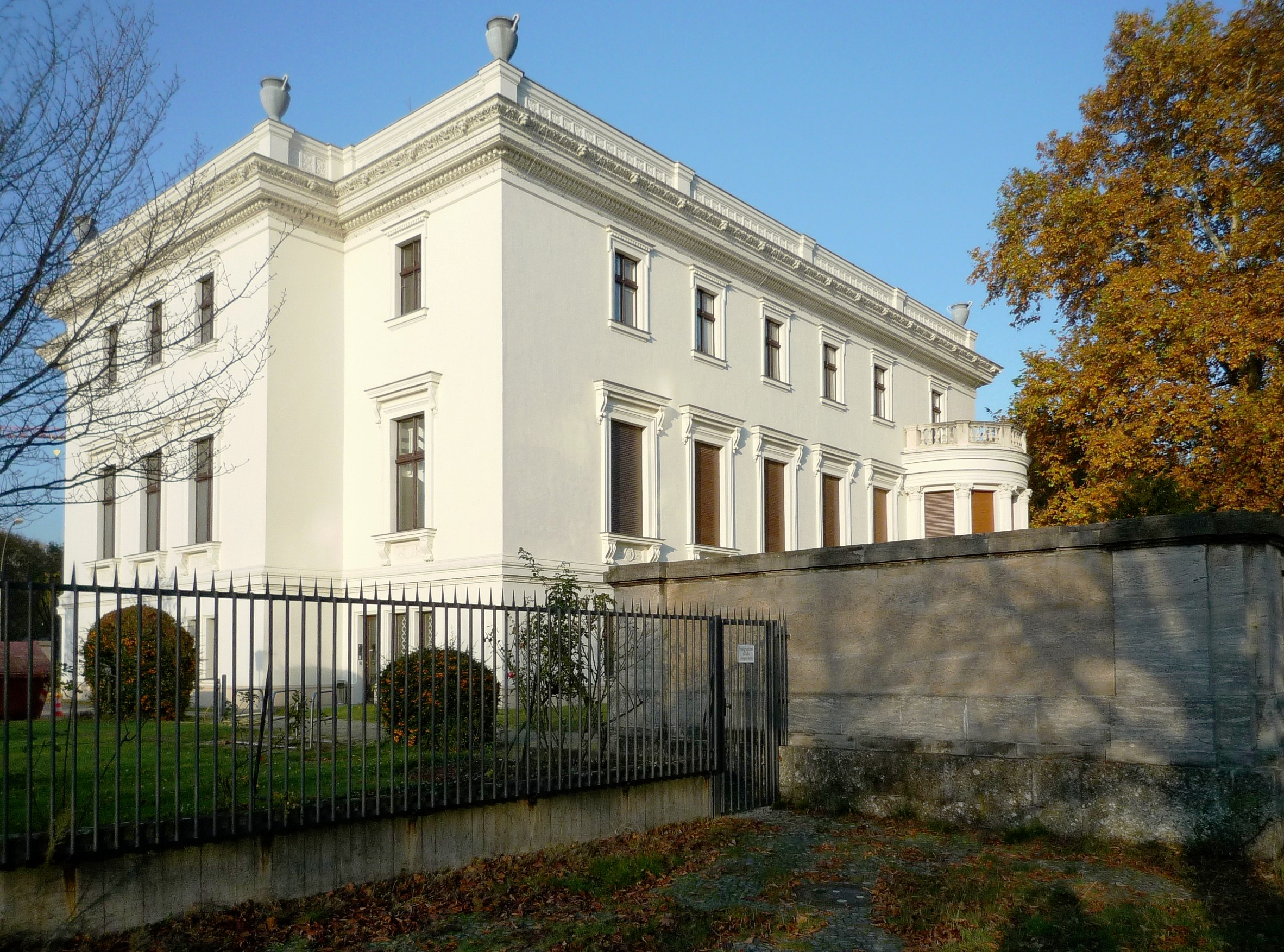
冯·德尔·海德特别墅，现为普鲁士文化遗产基金会會址

由光绪帝派驻的清朝公使馆于1877年在柏林设立。首任出使德国钦差大臣（公使）为刘锡鸿。从1878年至1890年，使馆是租用了奥古斯特·冯德海特男爵位于蒂尔加滕的冯德海特别墅作为办公场所，费用为每年15,000金马克。特奥多尔·冯塔内在其于1889年所作的散文《寻找，漫步在柏林的水道畔》中便描述有使馆花园内的中国人向一位女孩赠送苹果的故事。
在银行家卡尔·冯德海特买下了这座别墅，并需要用作个人的住所后，大清公使馆被搬迁至帐篷内大街14号，这是一条位于现柏林大会堂附近、如今已不复存在的街道。
1910年，大清购入位于选帝侯路堤218号的一所房子，并将其设立为公使馆。在清朝灭亡后，选帝侯路堤218号的建筑于1913年被抵押，以支付服务于滞留在德国的中国人的费用。

### 中华民国大使馆（1919－1949年）

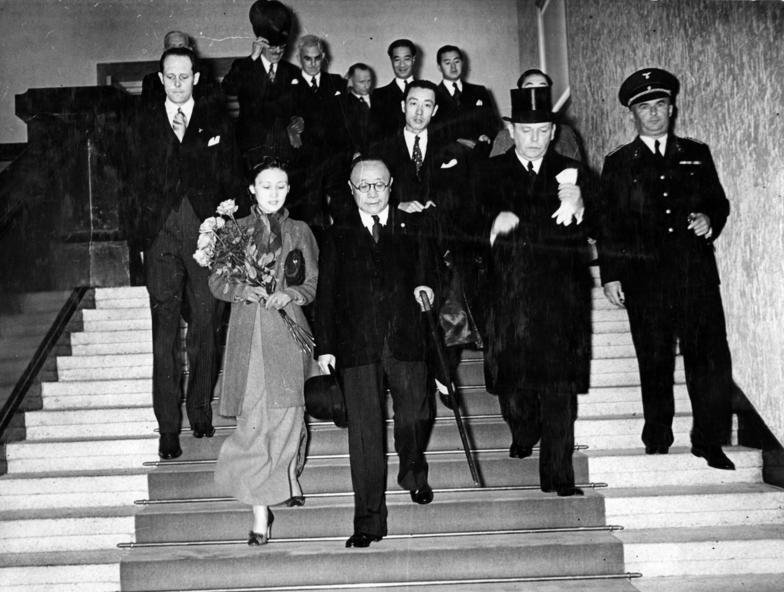
驻德大使陈介于1938年抵达柏林履新

中华民国的公使馆于魏玛共和国时期继续在选帝侯路堤218号办公。至1935年5月18日，中华民国将驻柏林的公使馆升格为大使馆，首任驻德大使为刘崇杰。自1940年秋季起又增设武官处，桂永清少将成为首任进驻的柏林的武官。

### 满洲国公使馆（1938－1945年）
受日本殖民统治的傀儡政权——满洲国于1932年建立，并自1936年6月起向柏林派驻商贸专员。1938年2月20日，希特勒在一次国会演讲中宣布承认满洲国的主权，并以此作为背景将德国从1933年起便已加入的国际联盟中退出。此举也使得满洲国仅获得了少数几个国家的国际承认——主要来自轴心国及其周边。1938年5月12日，纳粹德国与满洲国正式签订友好条约，而吕宜文则在同年8月16日被任命为满洲国驻德公使馆的首任公使。吕宜文是原通化省省长，在他获得新京的外交部任命前，还曾担任国务总理张景惠的秘书。1938年11月21日，吕宜文连同其他四个国家的公使，在贝格霍夫向希特勒递交了国书。满洲国公使馆设于如今汉萨菲特尔区内的莱辛大街1号（Lessingstraße 1）。然而除了驻柏林的大使吕宜文和驻汉堡总领事安驰云是中国人外，该外交机构的其他工作人员主要来自日本，例如驻柏林的商务专员加藤清，以及驻汉堡副领事泽口清六。

### 中华人民共和国驻东德大使馆（1950－1990年）

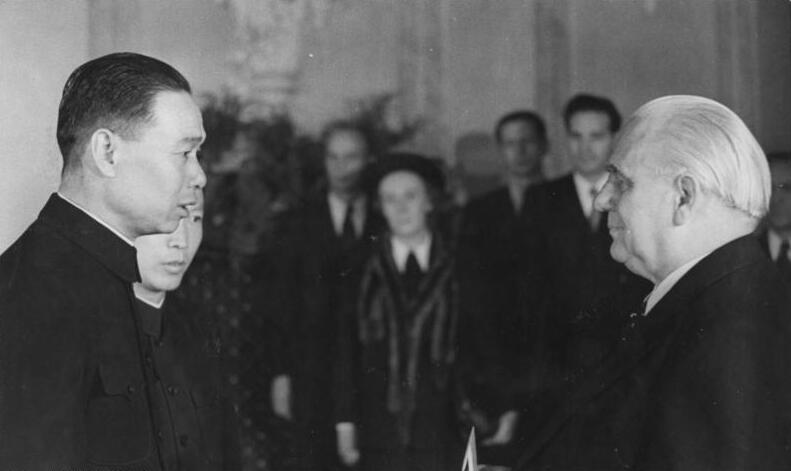
威廉·皮克于东柏林接见姬鹏飞（1950年10月12日）

中华人民共和国与德意志民主共和国（东德）于1949年10月——即东德建国后不久便建立了外交关系。首任中国大使姬鹏飞于1950年开始履行他在东柏林的职务。姬鹏飞其后亦升任中华人民共和国外交部部长，并且是中英香港主权移交的问题谈判的关键人物之一。中国代表团是在1950年10月11日抵达西里西亚车站。他们的火车之旅需要穿越西伯利亚铁路及经行莫斯科。翌日，姬鹏飞向东德总统威廉·皮克正式递交国书。
从1958年至1987年，中华人民共和国驻东德大使馆的辦事樓都设在卡尔斯霍斯特区著名的特雷斯科大道50号建筑，这里此后又成为大阿拉伯利比亚人民社会主义民众国代表处的驻地。中国则在1987年获得了位于下申豪森区内海因里希·曼大街9号（Heinrich-Mann-Straße 9）的别墅作为新館址。
随着中国天安门广场的抗议活动于1989年6月5日遭到血腥镇压，使得东德反对派团体与东德国家领导人之间的对抗升级。东德官方媒体报道德国统一社会党领导人认可中国领导人的行动被视为是企图恐吓东德反对派。在潘科的下舍恩豪森，即中国大使馆驻地门前，于1989年6月期间迎来了几次未经批准的抗议示威行动，这在东德历史上是极为罕见的情况。值得注意的是在1989年6月21日的示威中，有约50名示威者被捕。就在同一天，有25个反对派组织将一份联合抗议声明转交给中国大使张大可。

### 中华人民共和国驻西德大使馆（1973－1990年）
1972年10月，德意志联邦共和国（西德）外交部部长瓦尔特·谢尔与中华人民共和国外交部部长姬鹏飞签署协议，两国正式建立全面的外交关系。姬鹏飞于20余年前曾在中华人民共和国的首个驻德大使馆中担任首任大使。驻西德大使馆于1973年在波恩附近的尼德巴亨成立，首任驻西德大使为王雨田。
自1984年起，大使馆的办公场所驻於波恩巴特戈德斯贝格的选帝侯大道12号（Kürfürstenallee 12），这是一座环绕着里加尔宫而新建的塔状建筑，其建筑材料及建筑工人均来自中国。在德国迁都之后，中国大使馆也随之迁往柏林，但在波恩保留了领事业务，直至驻法兰克福总领馆开馆。2004年，位于库费尔斯滕大道的原使馆建筑被弃用，但它仍为中华人民共和国所持有，并将继续用作中国外交人员的礼宾馆。

### 两德统一後的中国大使馆

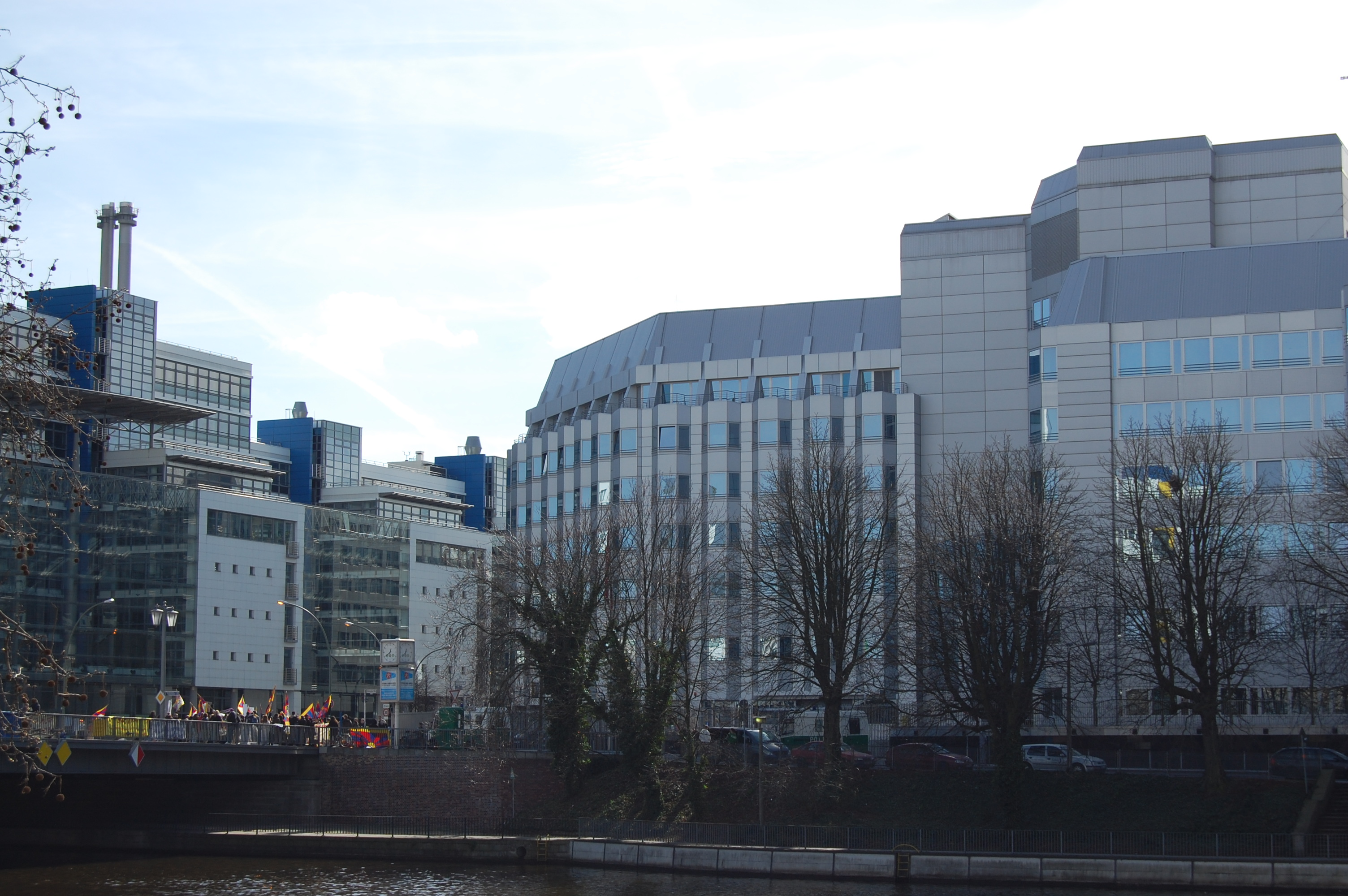
毗邻亚诺维茨桥的中国大使馆

如今正在使用、位于扬诺维茨桥附近的复合型建筑建于1988年，由延斯·埃伯特（Jens Ebert）所设计，并作为自由德国工会联合会的行政机关大楼使用。两德统一后，它被改造为一座会议中心（Kongresszentrum），但并未投入服务。随着德国首都决议的实施，（驻原西德）的中国大使馆于1999年11月从波恩迁往柏林。两个中国大使馆就此合并，并取得会议中心的所有权。再次改造工程是根据诺沃特尼-迈纳联合公司的设计进行。改造后的办公楼占地面积7,900平方米，建筑面积26,000平方米，建筑主体有一个银色的外墙配以镜面窗户。正门还有一尊中国式的石狮子雕像。前庭外缘则筑有高度设防栅栏。

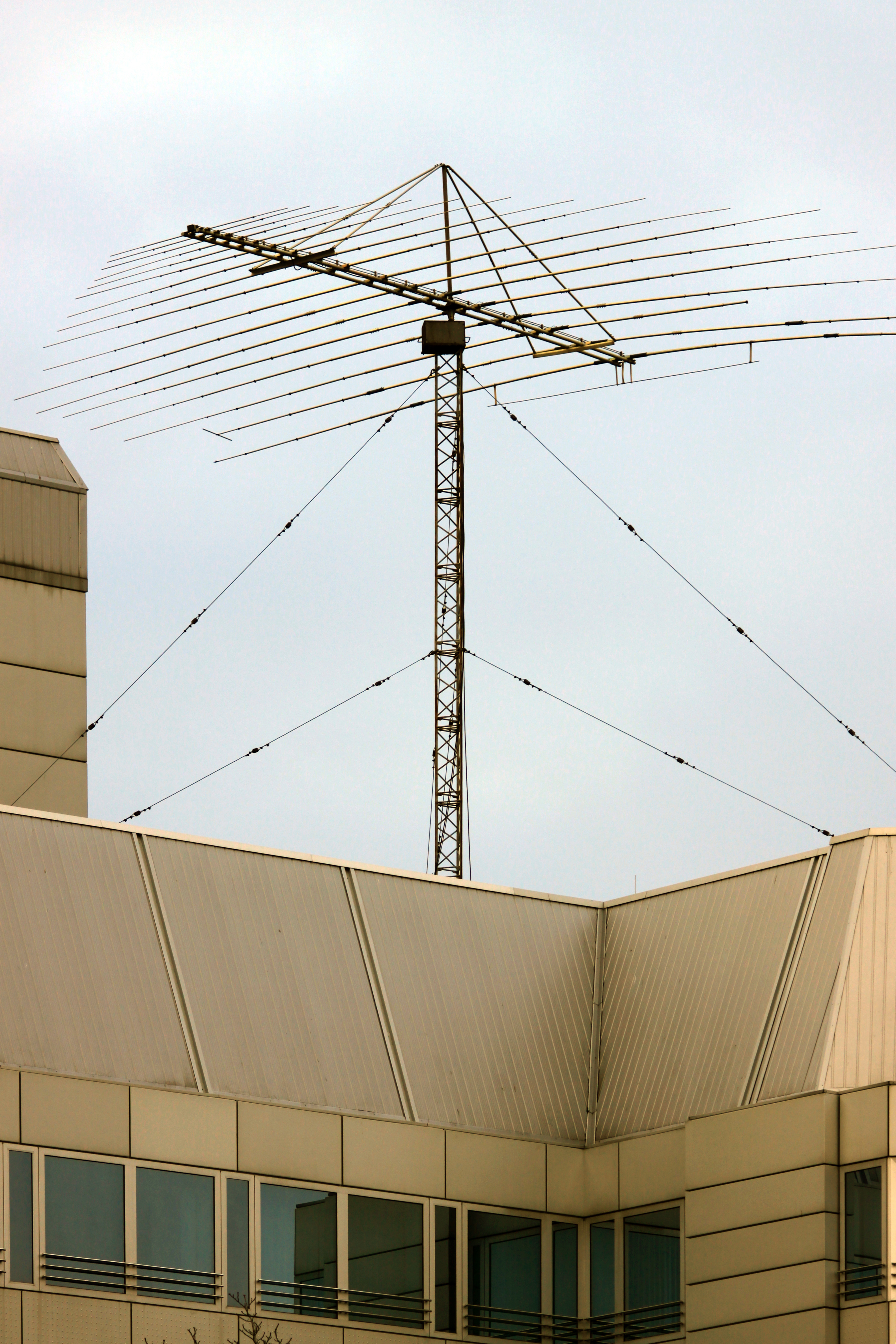
使馆建筑顶部的短波天线

邓洪波自2024年9月起接替其前任吴恳担任驻德大使。

## 机构设置
中国驻德使馆承担多方面的外交合作任务，使馆设置11个部门。此外，中华人民共和国在德国境内还另设有4个总领事馆，分别位于汉堡、慕尼黑、法兰克福和杜塞尔多夫。

### 内设机构
- 礼宾组
- 政治处
- 新闻和公共外交处
- 武官处
- 文化处
- 科技处
- 经济组
- 办公室
- 领事侨务处
- 经济商务处
- 教育处

中国驻德国大使馆领事侨务处外设于布吕肯大街10号；中国驻德国大使馆经济商务处为中华人民共和国商务部派出机构，外设于马雅可夫斯基环道66号；中国驻德国大使馆教育处为中华人民共和国教育部派出机构，外设于德累斯顿大街44号。

### 总领事馆
- 中国驻汉堡总领事馆
- 中国驻慕尼黑总领事馆
- 中国驻法兰克福总领事馆
- 中国驻杜塞尔多夫总领事馆

### 引用
1. ↑  Theodor Fontane: Auf der Suche. Spaziergang am Berliner Kanal. (DjVu) In: Von vor und nach der Reise: Plaudereien und kleine Geschichten. Fontane, Berlin 1894.
2. ↑  Erich Gütinger: Die Geschichte der Chinesen in Deutschland. Waxmann Verlag, Münster 2004, S. 140.
3. ↑  Hans Werner Klüner: Die ehemalige Von-der-Heydt-Villa und ihre Umgebung. In: Mitteilungen des Vereins für die Geschichte Berlins, Vol. 75, 1980, Heft 1, S. 128.
4. 1 2  Bernd Martin (Hrsg.): Deutsch-chinesische Beziehungen 1928–1937. Akademie-Verlag, Berlin 2003, S. 191, Fußnote 8.
5. ↑  Erich Gütinger: a.a.O.
6. ↑  王成斌，刘炳耀，叶万忠，范传新 ．民国高级将领列传（第四集） ．北京 ：解放军出版社 ，1989 ：367-375页.
7. ↑  Hsi-Huey Liang: China, the Sino-Japanese Conflict and the Munich Crisis. In: Igor Lukes, Erik Goldstein (Hrsg.): The Munich crisis, 1938. Routledge, London 1999, ISBN 0-7146-4995-3, S. 342–369.
8. ↑  Stefan Talmon: Kollektive Nichtanerkennung illegaler Staaten. Mohr Siebeck, Tübingen 2006, ISBN 978-3-16-147981-6, S. 114–118.
9. ↑  China Weekly Review, Millard, Shanghai, Vol. 85 (1938), ZDB-ID 433449-8, S. 266.
10. ↑  5 Envoys Present Papers to Hitler. In: New York Times, 22. November 1938.
11. ↑  Behördenverzeichnis. （页面存档备份，存于） In: Berliner Adreßbuch, 1940, Teil 3, S. 12.
12. ↑  China Weekly Review. Millard, Shanghai, Vol. 85, 1938, ZDB-ID 433449-8, S. 437.
13. ↑  Werner Meissner, Anja Feege: Die DDR und China 1949 bis 1990. Akademie Verlag, Berlin 1995, S. 63.
14. ↑  Werner Meissner, Anja Feege: Die DDR und China 1949 bis 1990. Politik, Wirtschaft, Kultur. Akademie Verlag, Berlin 1995, ISBN 3-05-002806-8, S. 459.
15. 1 2  Ehrhart Neubert: Geschichte der Opposition in der DDR 1949–1989. Ch. Links Verlag, Berlin 1998, ISBN 3-86153-163-1, S. 815–816.
16. ↑  Die Chinesische Lösung （页面存档备份，存于）. In: jugendopposition.de, ein Projekt der Bundeszentrale für politische Bildung und der Robert-Havemann-Gesellschaft e. V.; abgerufen am 8. April 2010.
17. ↑  Johnny Erling: Chinas neuer Botschafter Ma Canrong schwört auf Moselwein. （页面存档备份，存于） In: Die Welt, 7. Januar 2002.
18. ↑  . 大河驻马店网.   [2015-03-19]. （原始内容存档于2012-01-10）.
19. ↑  . 中国新闻网. 2005-06-29  [2015-03-20]. （原始内容存档于2015-04-02）.
20. ↑  Ebba Hagenberg-Miliu: Chinesische Botschaft soll Studienkolleg werden. （页面存档备份，存于） In: Bonner General-Anzeiger, 15. Januar 2009.
21. ↑  . 中华人民共和国驻德意志联邦共和国大使馆. 2009-08-25  [2015-03-20]. （原始内容存档于2015-04-02）.
22. ↑  Chinesische Botschaft （页面存档备份，存于） auf BauNetz
23. ↑  . 新华网. 2024-09-30  [2025-04-20].
24. ↑  . 中华人民共和国驻德意志联邦共和国大使馆. 2009-10-27  [2015-03-20]. （原始内容存档于2015-04-02）.
25. ↑  . 中华人民共和国驻德意志联邦共和国大使馆. 2009-11-03  [2015-03-20]. （原始内容存档于2015-03-16）.